# Casablanca (Chili)
Casablanca is een gemeente in de Chileense provincie Valparaíso in de regio Valparaíso. Casablanca telde 26.867 inwoners in 2017 en heeft een oppervlakte van 953 km².
Casablanca is ook bekend vanwege zijn wijnproductie.

## Geboren
- Jorge Montt (1845-1922), president van Chili

- Library of Congress Control Number: n83127767
- Nationale Bibliotheek van Israël: 987007555097805171
- Virtual International Authority File: 145454484